# Todenroth
Todenroth ist eine Ortsgemeinde im Rhein-Hunsrück-Kreis in Rheinland-Pfalz. Sie gehört der Verbandsgemeinde Kirchberg (Hunsrück) an.

## Geographie
Todenroth liegt am Oberlauf des Kyrbachs auf der zentralen Hunsrück-Hochfläche. Die landwirtschaftlich geprägte Gemeinde hat eine Fläche von 1,56 km², davon sind 0,36 km² Wald.

## Geschichte
Um das Jahr 1310, nach neueren Erkenntnissen des Landeshauptarchiv Koblenz wohl 1330–1335, wird der Ort unter dem Namen Tadinroit im Sponheimischen Gefälleregister der Grafschaft Sponheim erwähnt.
Mit der Besetzung des linken Rheinufers 1794 durch französische Revolutionstruppen wurde der Ort französisch, 1815 wurde er auf dem Wiener Kongress dem Königreich Preußen zugeordnet. Die Evangelische Kirche, eine neugotische Saalkirche, wurde 1894 errichtet.
Seit 1946 ist der Ort Teil des Landes Rheinland-Pfalz.

### Religionen
Die Evangelische Kirchengemeinde Todenroth, zu der auch Kludenbach und Metzenhausen gehörten, fusionierte 1978 mit der Evangelischen Kirchengemeinde Ober Kostenz.

## Politik

### Bürgermeister
Ortsbürgermeister ist Carsten Neuls.

### Wappen
Die Wappenbeschreibung lautet: „In Blau eine eingeschweifte goldene Spitze, darin drei schwarze Mühlräder 1:2. Vorn eine goldene Kirche. Hinten drei goldene Ähren.“
Die Farben Blau und Gold verweisen auf die ehemalige Zugehörigkeit zur vorderen Grafschaft Sponheim. Die Kirche nimmt Bezug auf das den Ort überragende Gotteshaus. Die Ähren symbolisieren den ehemals landwirtschaftlichen Charakter der Gemeinde und die drei Mühlräder erinnern an die drei Mühlen des Ortes im Kyrbachtal.
Das Wappen wurde am 15. Januar 1993 von der Kreisverwaltung des Rhein-Hunsrück-Kreises genehmigt.

## Ansichten von Todenroth

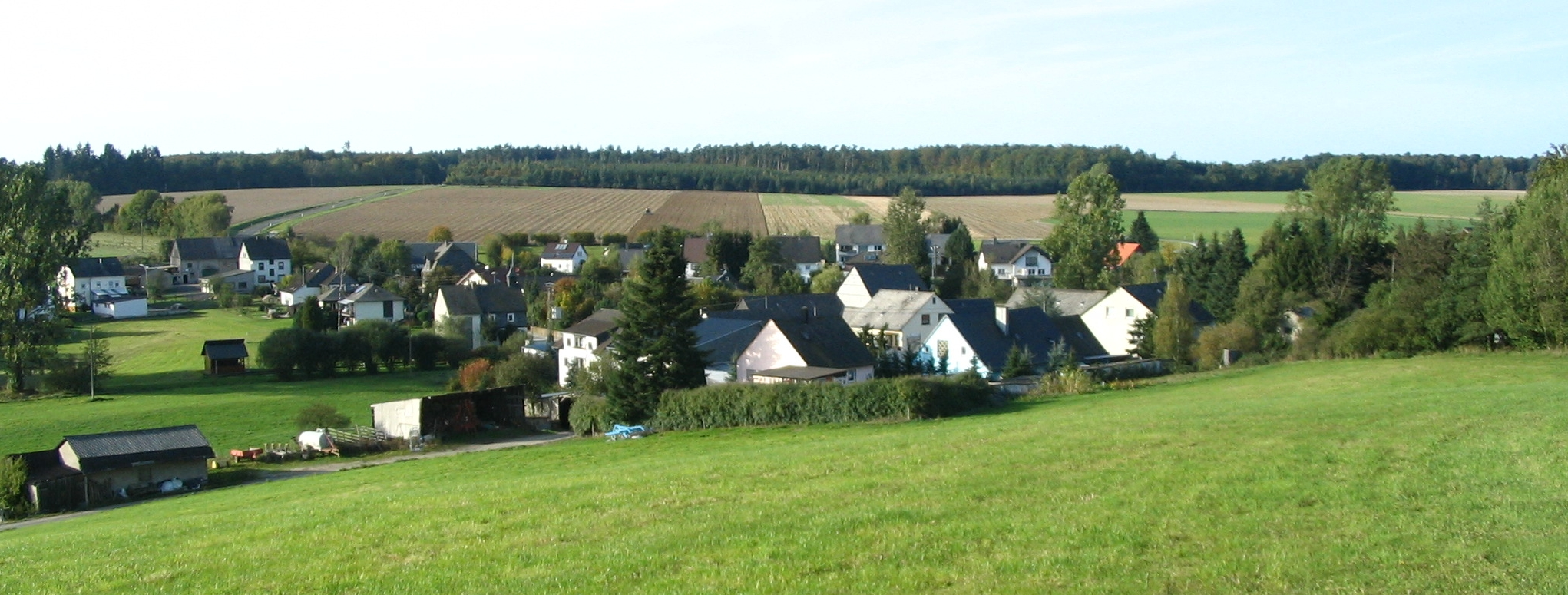
Todenroth aus südlicher Richtung
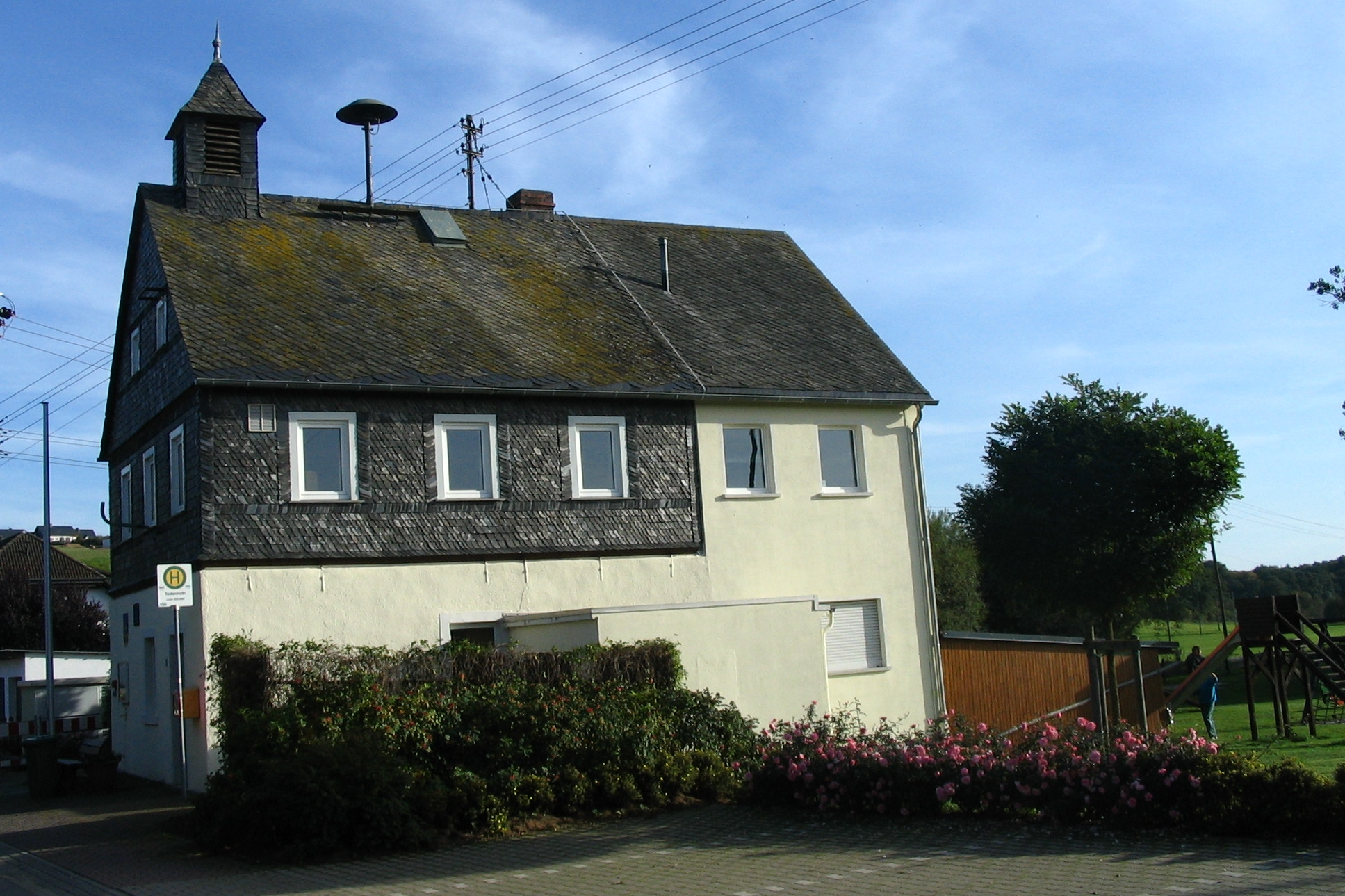
Gemeindehaus in der Ortsmitte
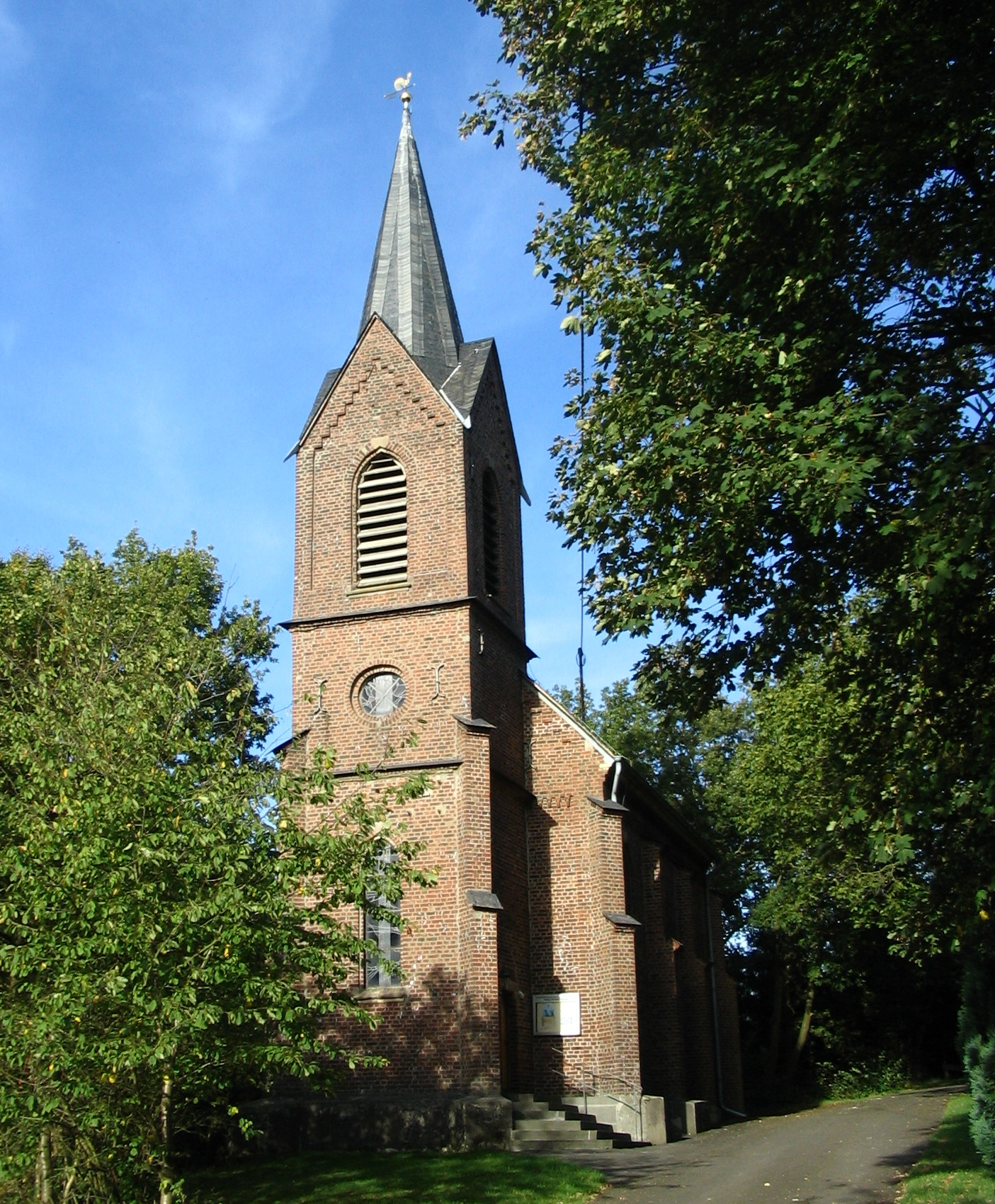
Todenroth, evangelische Kirche

## Wirtschaft und Infrastruktur

### Verkehr
Etwa zwei Kilometer nördlich von Todenroth verläuft die Bundesstraße 327, zwei Kilometer östlich die Bundesstraße 421.
Todenroth liegt im Verkehrsverbund Rhein-Mosel. Die Rheinhunsrückbus-Linie 633 bietet an Schultagen eine Verbindung in die nächste Stadt, Kirchberg (Hunsrück). Die nächsten Bahnhöfe sind Bullay an der Bahnstrecke Trier–Koblenz (25 Kilometer entfernt), Emmelshausen an der Bahnstrecke Boppard–Emmelshausen (28 Kilometer) und Kirn an der Bahnstrecke Saarbrücken–Mainz (30 Kilometer).